# Sanremo 89
Sanremo 89 è un album compilation pubblicato nel febbraio 1989 dall'etichetta discografica CBS.
Si tratta di uno dei tre album contenenti brani partecipanti al Festival di Sanremo 1989.
La raccolta, pubblicata nei formati long playing, musicassetta e compact disc, si compone di due volumi: il primo di essi contiene 19 brani, il secondo 18.
Il sottotitolo della compilation è Campioni - Emergenti - Nuovi Talenti in versione originale, ma in realtà la durata dei brani è in diversi casi inferiore rispetto alla versione pubblicata su singolo.

## Tracce

### CD 1
1. Anna Oxa e Fausto Leali - Ti lascerò
2. Aida - Questa pappa
3. Renato Carosone - Na canzuncella doce doce
4. Valentini - Bocca di fragola
5. Dori Ghezzi - Il cuore delle donne
6. Franco Fasano - E quel giorno non mi perderai più
7. Fred Bongusto - Scusa
8. Bravo - Raggio di sole (Bella come il sole)
9. Gloria - Bastardo
10. Tullio De Piscopo - E allora e allora
11. Riccardo Fogli - Non finisce così
12. Aida Satta Flores - Certi uomini
13. Pino D'Angiò - Bella Margherita
14. Rossana Casale - A che servono gli dei
15. Elite - Se
16. Paola Turci - Bambini
17. Peppino di Capri - Il mio pianoforte
18. Gitano - Pelle di luna
19. Mia Martini - Almeno tu nell'universo

### CD 2
1. Toto Cutugno - Le mamme
2. Mietta - Canzoni
3. Gigi Sabani - La fine del mondo
4. Ladri di Biciclette - Ladri di biciclette
5. Steve Rogers Band - Uno di noi
6. Fiordaliso - Se non avessi te
7. Gianluca Guidi - Amore è
8. Antonio Murro - 'A paura
9. Marisa Laurito - Il babà è una cosa seria
10. Ricchi e Poveri - Chi voglio sei tu
11. Jo Chiarello - Io e il cielo
12. Eduardo De Crescenzo - Come mi vuoi
13. Alberto Solfrini - Notturno italiano
14. Benedicta e Brigitta Boccoli - Stella
15. Gino Paoli - Questa volta no
16. Stefano Borgia - Sei tu
17. Stefania La Fauci - Tutti i cuori sensibili
18. Jovanotti - Vasco